# Pingrup
Pingrup is een plaats in de regio Great Southern in West-Australië. Pingrup ligt 361 kilometer ten zuidoosten van Perth, 126 kilometer ten oosten van Katanning en 379 kilometer ten westen van Esperance. In 2021 telde Pingrup 231 inwoners tegenover 276 in 2006.

## Geschiedenis
De oorspronkelijke bewoners van de regio Great Southern zijn de Nyungah Aborigines.
In 1923 werd de spoorweg uit Nyabing verder door getrokken. Aan de terminus werd in 1924 een dorp gesticht. Het werd vernoemd naar een meer in de buurt, Pingrup. De naam van het meer verscheen voor het eerst in 1873 op een kaart en is afgeleid van het aborigineswoord Bingerup dat vermoedelijk "plaats waar gegraven wordt" betekende.
In 1924, het jaar van de stichting, werden ook een postkantoor en een gemeenschapszaal gebouwd. De gemeenschapszaal werd ook als school gebouwd. In de jaren 1950 werd een nieuwe gemeenschapszaal gebouwd omdat de gemeenschap van landbouwers gegroeid was. De oude zaal werd een autogarage. Het Pingrup Hotel werd in 1963 op initiatief van de lokale landbouwgemeenschap gebouwd.

## 21e eeuw
Pingrup ligt in het lokale bestuursgebied Shire of Kent. Shire of Kent is een landbouwdistrict. Pingrup is een verzamel- en ophaalpunt voor de oogst van de graanproducenten aangesloten bij de Co-operative Bulk Handling Group.

## Bezienswaardigheden
- De Community Federation Shed in Pingrup is het streekmuseum van het district.
- De Pink Lakes liggen tussen Nyabing en Pingrup. Het zijn zoutmeren die roze kleuren door de aanwezigheid van Halobacteriën.
- Het Shearer’s Monument staat bovenop een schapenscheerdersschuur waar tot 2001 kampioenschappen schaapscheren werden gehouden.
- 40 kilometer ten noordoosten liggen de Gnamma Holes waar de Aborigines zich in het verleden met water bevoorraden. Het ligt langs Holland's Track, de route die John Holland naar de oostelijke goudvelden nam.
- Lake Bryde ligt 35 kilometer ten noordoosten van Pingrup. Het is een efemeer drasland dat in het verleden bij droogte als waterbron werd gebruikt.[noot 1][8]

## Klimaat
Pingrup kent een koud steppeklimaat, Bsk volgens de klimaatclassificatie van Köppen. De gemiddelde jaarlijkse temperatuur bedraagt er 16,0 °C. Er valt jaarlijks gemiddeld 352 mm neerslag.